# Itapira
Itapira es un municipio del estado de São Paulo, Brasil. Su población estimada era de 72.514 habitantes en 2010.

## Religión
El Cristianismo está presente en la ciudad de la siguiente manera:

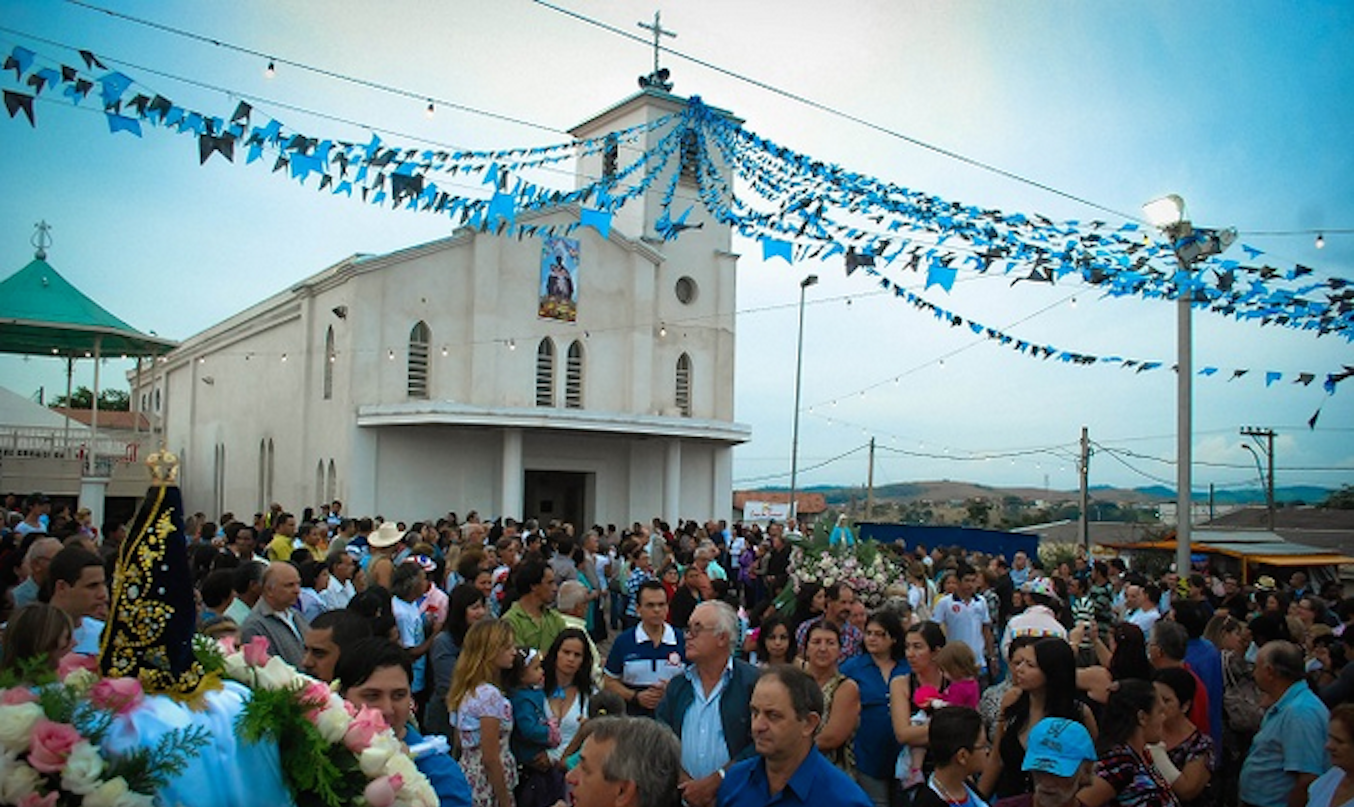
Fiesta de mayo en Itapira

### Iglesia Católica
La iglesia católica del municipio forma parte de la Diócesis de Amparo.

### Iglesia Protestante
En la ciudad están presentes las más diversas creencias evangélicas, principalmente pentecostales, incluidas las Asambleas de Dios de Brasil (la iglesia evangélica más grande del país), Congregación Cristiana, entre otras. Estas denominaciones están creciendo cada vez más en todo Brasil.